# تيرينس باول
تيرينس باول هو مدرب تجديف كندي، ولد في 14 سبتمبر 1964 في أوكفيل في كندا.

## وصلات خارجية
- تيرينس باول على موقع الاتحاد الدولي للتجديف (الإنجليزية)
- تيرينس باول على موقع اللجنة الأولمبية الدولية (الإنجليزية)
- تيرينس باول على موقع أوليمبيديا (الإنجليزية)
- تيرينس باول على موقع اللجنة الأولمبية الكندية (الإنجليزية)